# Јован Суздаљски
Епископ Јован Суздаљски († 15. октобар 1373, Богољубски манастир) - епископ и светитељ Руске православне цркве, епископ суздаљски и нижегородски.
Православна црква га помиње 20. августа (пренос моштију) и15. октобра.

## Биографија
Сачувани извори о животу Јована, епископа суздаљског, су шкрти су и понегде противречни. Не говоре ништа о његовом пореклу, о времену и месту рођења и постригу, о околностима под којима је изабран и касније напустио епископски трон.
Посвећен за епископа од стране цариградског патријарха у Нижњем Новгороду на захтев кнеза Константина Васиљевича 1350. године.
Био је познат по својој љубави према сиромашнима и болеснима; за сиротињу је молио кнезове да смање порезе, за болесне је уређивао убожнице и болнице. Веома се старао о просветљењу паганских Мордоваца хришћанском вером.
Једном, током Литургије, суздаљски кнез Борис Константинович је видео како анђео Божији служи светитељу.
После присаједињења Суздаља Московској митрополији, Свети Јован је прихватио схиму и повукао се у Богољубски манастир. Ту је живео повучено и мирно преминуо 15. октобра 1373. године.
На гробу светитеља сведоче бројна исцељења.
20. августа 1879. године мошти светих Теодора и Јована, указом Светог Синода РПЦ, пренете су у нове сребрне светиње, уређене ревношћу суздаљског народа, у част којих је установљено славље. Године 1998. њихове мошти су пренете из Саборног храма Рођења Богородице у цркву Казанске иконе Богородице у Суздаљу.